# Deutschlandsberg
Deutschlandsberg est une commune autrichienne du district de Deutschlandsberg en Styrie.

## Personnalités liées à la ville
- François-Joseph II de Liechtenstein